# Purton
Purton – wieś w Anglii, w hrabstwie Wiltshire, w dystrykcie (unitary authority) Wiltshire. Leży 58 km na północ od miasta Salisbury i 121 km na zachód od Londynu. W 2001 miejscowość liczyła 3935 mieszkańców. Purton jest wspomniana w Domesday Book (1086) jako Piritone.